# یوانما (بازیکن فوتبال، زاده ۱۹۸۶)
یوانما (انگلیسی: Juanma؛ زادهٔ ۲۲ ژوئیهٔ ۱۹۸۶) بازیکن فوتبال اهل اسپانیا است.
از باشگاه‌هایی که در آن بازی کرده‌است می‌توان به باشگاه فوتبال کادیس، باشگاه فوتبال لگانس، و باشگاه فوتبال ژیرونا اشاره کرد.